# Shadows and Sunshine
Shadows and Sunshine is een Amerikaanse dramafilm uit 1916 onder regie van Henry King. De film werd destijds in Nederland uitgebracht onder de titel Wolken en zonneschijn.

## Verhaal
Wanneer zijn zoon trouwt met een eenvoudige serveerster, is Gilbert Jackson zo ontgoocheld dat hij alle contact met hem verbreekt. Vijf jaar later gaat de zoon voor enkele maanden naar het Wilde Westen, terwijl zijn vrouw en dochter Mary verhuizen naar een huisje op het platteland, dat eigendom is van Gilbert en zijn vrouw. Zij beseffen niet wie hun huurders zijn en ze zijn meteen vertederd door de kleine Mary. Gilbert huurt een privédetective in om zijn zoon op te sporen. Wanneer Gilbert erachter komt dat Mary zijn kleindochter is, sluit hij zijn zoon weer in zijn armen.

## Rolverdeling
| Acteur           | Personage              |
| ---------------- | ---------------------- |
| Marie Osborne    | Kleine Mary            |
| Leon Pardue      | Shadows                |
| Lucy Payton      | Moeder van kleine Mary |
| Daniel Gilfether | Gilbert Jackson        |
| Mollie McConnell | Amelia Jackson         |
| R. Henry Grey    |                        |
| Henry King       |                        |